# Франкське іконоборство
Франкське іконоборство — релігійний рух серед християн королівства франків проти культу шанування ікон та інших зображень Христа і святих у VIII—IX століттях. На відміну від візантійського іконоборства цей конфлікт протікав з меншим завзяттям.

## Іконоборство
До кінця VIII століття у франків не відомо про більш-менш значні суперечки щодо культу зображень. Відомі описи предметів меровінзького мистецтва містять згадки про численні живописні твори, проте практично всі вони не збереглися. Задовільних пояснень цьому явищу поки немає. Деякі свідчення хроністів можуть вказувати на наявність суперечливого ставлення до поклоніння зображенням у першій половині VIII століття. У цілому для цього періоду не відомо ні про зображеннях, що носяться, які можна назвати іконами, ні про клятви на таких зображеннях, ні про видіння вірян. Єдиним винятком є мініатюри низького художнього рівня з Євангелія Гундохіна (754).
Під 767 роком Аннали королівства франків повідомляють, що «почалося дослідження про святу Трійцю і про зображення святих, король Піпін зібрав раду в маєтку Жентільї, [і] з приводу цього дослідження провів синод». У складених у різний час версіях Анналів це повідомлення дещо відрізняється: в ранішій редакції, датованій приблизно 790 роком, йдеться про те, що Піпін скликав «великий синод», а не «раду». Ця зміна щодо статусу цього зібрання відбулося в кінці царювання Карла Великого (768—814), коли суперечка про зображення була в розпалі. Подробиці про цей собор і про згадане «дослідження про Трійцю» не відомі, дослідники пов'язують ці події з франко-візантійськими відносинами того часу, зосередженими навколо можливого укладення шлюбного союзу між двома дворами. У підсумку, союз укладено не було, можливо через протидію папства, яке побоювалося за свої володіння в Італії, які могли опинитися під загрозою, внаслідок його укладення.
На Римському соборі 769 року , в якому взяли участь 12 франкських єпископів, питання про зображення не було основним, проте з політичних міркувань папі Стефану III (768—772) було важливо запобігти зближенню Візантії і держави франків. Тому необхідно було показати, що іконоборча політика візантійських імператорів того часу є єретичною. З ініціативи франків питання про зображення розглянуто, і рішенням собору іконоборство засуджено, а Іконоборчий собор 754 року піддано анафемі.
Наступник Стефана III, папа Адріан I (772—795) почав листуватися з імператрицею Іриною та її сином Костянтином VI, переконуючи їх відмовитися від іконоборства. 787 року відбувся всесвітній Другий Нікейський собор, на якому відновлено шанування ікон. Незабаром рішення собору в неякісному латинському перекладі досягли двору Карла Великого. До цього часу франки прийняли компромісне рішення з цього питання, засуджуючи як поклоніння іконам, так і їх руйнування. За дорученням Карла, діяння собору вивчили два його радники з питань богослов'я — Алкуїн і Теодульф Орлеанський. Складене ними спростування собору, Capitulare adversus synodum, відіслано до Риму 792 року, а Теодульф продовжив роботу над детальнішою критикою собору в своїх Opus Caroli Regis Synodum. 794 року для вирішення питання про ставлення до нещодавно виниклої адопціоністської течії в іспанській церкві і Нікейського собору, скликано собор у Франкфурті, на якому рішення Нікейського собору про ікони відкинуто.
815 року іконоборство відновлено у Візантії при імператорі Леві V (813—820). Імператор Людовик Благочестивий (814—840) дізнався про настання другого іконоборчого періоду у Візантії з листа імператора Михайла II (820—829).
Незалежно від цих подій боротьбу з зображеннями вів між 816 і 818 роками в своїй дієцезії єпископ Клавдій Туринський.
825 року Людовик Благочестивий зібрав з дозволу папи в Парижі собор єпископів і богословів, на якому знову засуджено постанови Другого Нікейського собору. Паризький собор засудив як іконоборців, так і іконопоклонників. На думку Собору здійснювати поклоніння (лат. λατρεία личить одному Богу, і заборонив поклоніння іконам, дозволивши їх шанування (лат. veneratio); неправильно ікони прирівнювати до святого Хреста; ікони присутні не для поклоніння, a для згадки про благочестиву любов (лат. pro amoris pii memoria), є прикрасою, a для невігласів — повчанням, за такого ставлення до них вони не шкодять вірі. На Паризькому соборі, після ретельного розгляду, вирішено, що зображення дозволяються, але вони не важливі для віри або богослужіння. Було підтверджено попереднє рішення, що зображення не слід ні руйнувати, ні поклонятися їм.
На Константинопольському соборі 869—870 років папські легати підтвердили визначення Другого Нікейського собору. У західній церкві поклоніння іконам не набуло визнання як загальнообов'язкового догмату, але теоретичні обґрунтування іконопочитання в католицькому богослов'ї в цілому відповідали Другому Нікейському собору.